# Janannfeldtia karwarensis
Janannfeldtia karwarensis är en svampart som beskrevs av Subram. & Sekar 1993. Janannfeldtia karwarensis ingår i släktet Janannfeldtia och familjen Nitschkiaceae.   Inga underarter finns listade i Catalogue of Life.